# Veronica Inglese
Veronica Inglese (Barletta, Italia, 22 de noviembre de 1990) es una atleta italiana, especialista en la prueba de media maratón en la que llegó a ser subcampeona europea en 2016.

## Carrera deportiva
En el Campeonato Europeo de Atletismo de 2016 ganó la medalla de plata en la media maratón, con un tiempo de 1:10:35 segundos, llegando a meta tras la portuguesa Sara Moreira (oro con 1:10:19 segundos) y por delante de otra portuguesa Jéssica Augusto (bronce).